# 米克盧霍-馬克萊

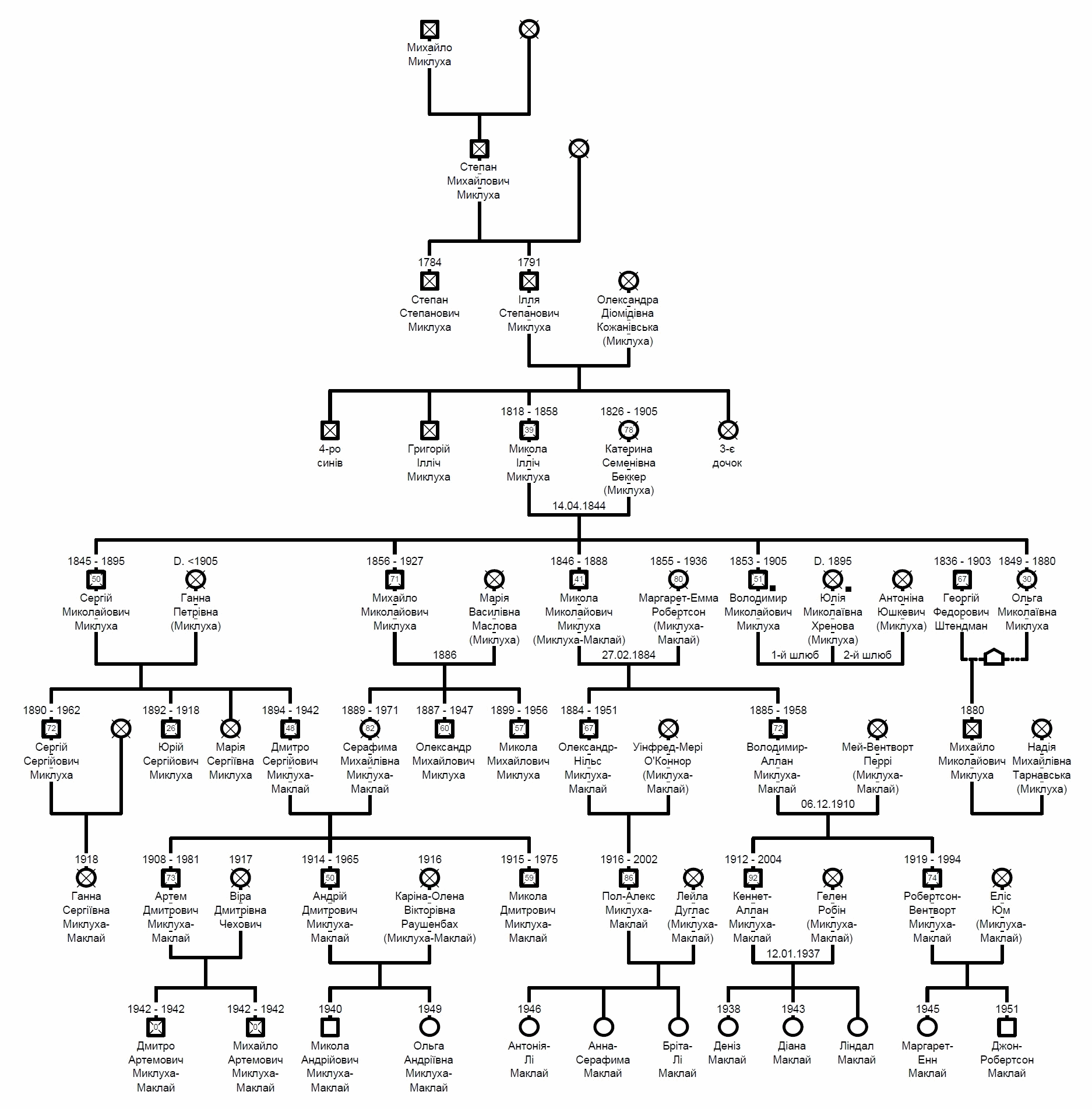
来自斯塔羅杜布希納的米克盧霍家族家谱

米克盧霍-馬克萊（羅馬化：Myklukho-Maklai）是一个烏克蘭語姓氏。
- 安德里·米克盧霍-馬克萊（俄语：Миклухо-Маклай, Андрей Дмитриевич）（1914年—1965年），苏联地质学家和古生物学家。
- 阿爾特米·米克盧霍-馬克萊（烏克蘭語：Миклухо-Маклай）（1908年—1980/81年），苏联地质学家，科米和乌拉尔山脉研究员
- 尼古拉·米克盧霍-馬克萊（1846年—1888年），帝俄烏克蘭裔探險家
- 米科拉·米克盧霍-馬克萊（1915年—1975年），蘇聯烏克蘭裔歷史學家、東方學家